# Mimeusemia
Mimeusemia es un  género de lepidópteros perteneciente a la familia Noctuidae. Es originario de Asia.

## Especies
- Mimeusemia accurata Swinhoe, 1889
- Mimeusemia albicilia Hampson, 1894
- Mimeusemia amanda Kishida, 1993
- Mimeusemia basalis Walker, 1854
- Mimeusemia centralis Rothschild, 1896
- Mimeusemia ceylonica Hampson, 1893
- Mimeusemia davidsoni Swinhoe, 1899
- Mimeusemia econia Hampson, 1900
- Mimeusemia limbata Jordan, 1939
- Mimeusemia lombokensis Rothschild, 1897
- Mimeusemia perakana Rothschild, 1896
- Mimeusemia persimilis Butler, 1875
- Mimeusemia peshwa Moore, 1858
- Mimeusemia postica Walker, 1862
- Mimeusemia puciola Druce, 1895
- Mimeusemia semyron Herrich-Schäffer, [1853]
- Mimeusemia simplex Lucas, 1891
- Mimeusemia vilemani Hampson, 1911
- Mimeusemia vittata Butler, 1875